# Iarcivți, Zboriv
Iarcivți (în ucraineană Ярчівці) este localitatea de reședință a comunei Iarcivți din raionul Zboriv, regiunea Ternopil, Ucraina.

## Demografie
Componența lingvistică a localității Iarcivți
     Ucraineană (99,75%)
Conform recensământului din 2001, majoritatea populației localității Iarcivți era vorbitoare de ucraineană (99,75%), existând în minoritate și vorbitori de alte limbi.